# 欧洲药品管理局
欧洲药品管理局（英語：European Medicines Agency, EMA）是一个欧盟药品评估机构。1995年至2004年这一段时间内，名為歐洲藥物檢驗局（英語：European Agency for the Evaluation of Medicinal Products）。
欧洲药品管理局在欧洲的地位大致相当于美国食品药品监督管理局在美国的地位。

## 延伸閱讀
- McCormick, John. . Boulder, Colo: Westview Press. 2004. ISBN 0-8133-4202-3.